# Piranthus decorus
Piranthus decorus är en spindelart som beskrevs av Tord Tamerlan Teodor Thorell 1895. Piranthus decorus ingår i släktet Piranthus och familjen hoppspindlar. Inga underarter finns listade i Catalogue of Life.